# 書坊街

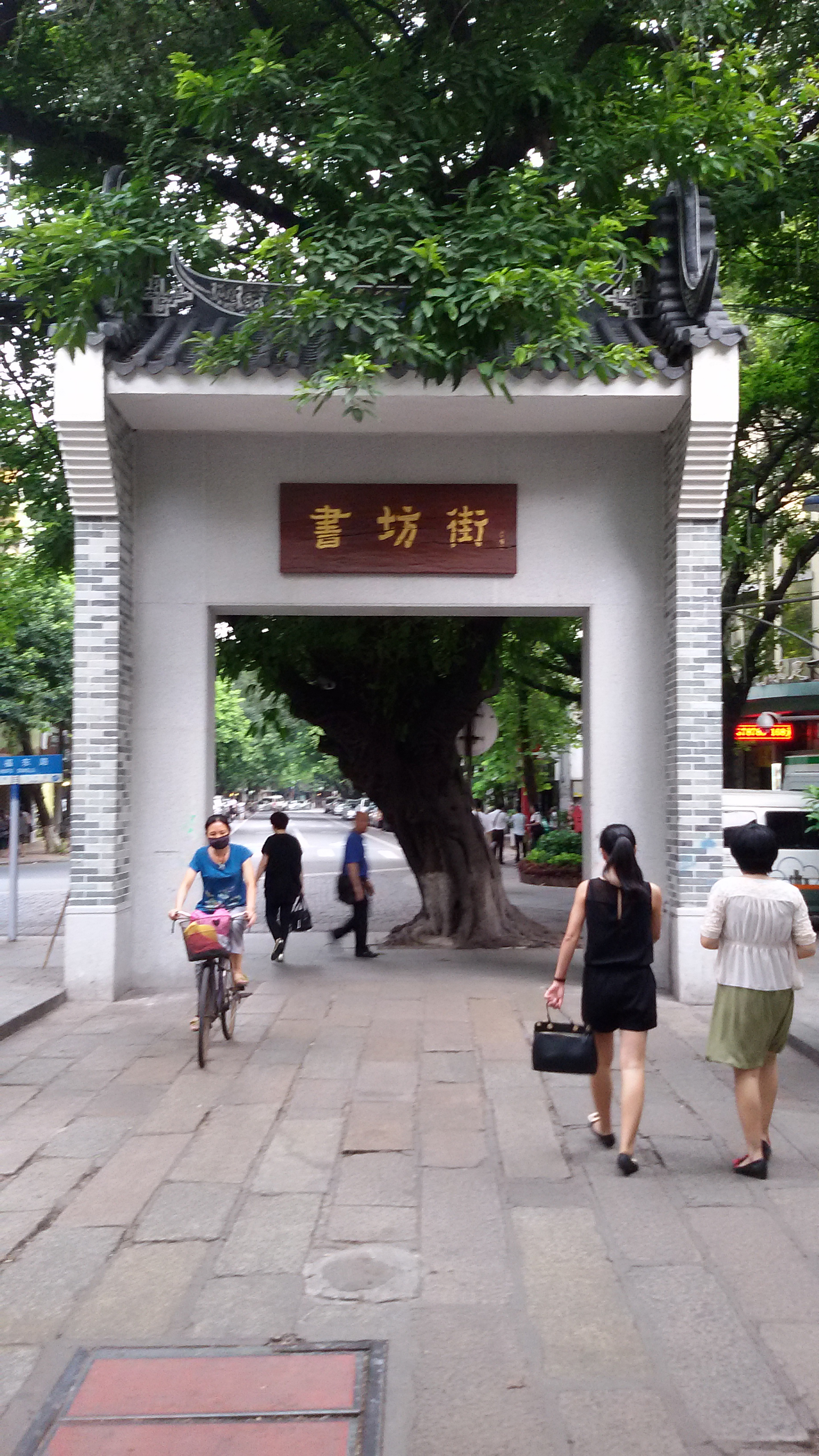
書坊街清拆後新建的牌坊

書坊街，又稱作學院前，是廣東省廣州市其中一條街道，位於越秀區的惠福東路與大南路之間的位置。據說在1960年代，這裡已經有賣觀賞魚的檔口，在20世紀八、九十年代時是廣州無人不知、無人不曉的金魚街，與高第街一樣有名。芳村觀賞魚市場未建立前，這裡是廣州觀賞魚及用品用具的主要街市，北方及東南亞嘅商販都來過這裡進貨。最興盛的時候100米左右的小街中有數十家做觀賞魚及用品生意的店鋪，行人都要側身才能過去。
2010年越秀區政府以迎亞運改造街區為由，清拆書坊街，盛極一時的金魚街就此消失。

## 名稱
其實因為以前有不少書坊在此地而得名。

### 所謂「書坊」
以前所講的「書坊」，就是指「出版社」。在清朝的雍正時期，因為這條街南邊是一間提督學院，那裡是當時管理兩廣地區教育的最高衙門。當時這一帶主要有印刷與科舉考試有關的書籍，清末、民國間，是有名的印書、印刷集散地。

## 現狀

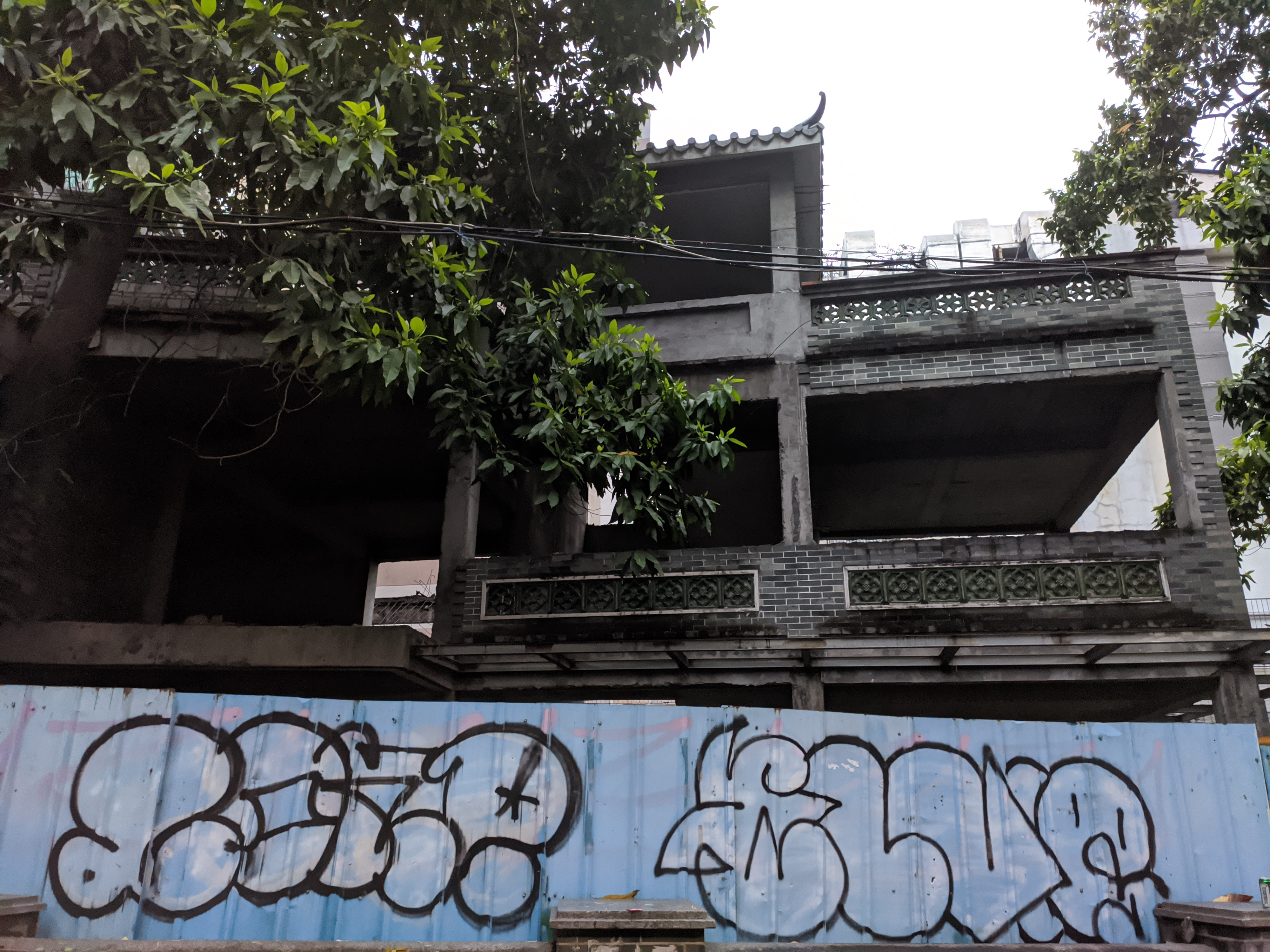
書坊街未完工的建築，攝於2020年

2010年越秀區打算清拆金魚街後，重新打造成有粵劇戲臺、各類園林景觀與經營廣府美食、廣州特色紀念品為主的粵文化街，工程投資700萬。到2013年的時候書坊街兩側已經是蓋好新的房屋
， 而整條重建的街未有恢復使用，非常冷清。